# 東京タイプディレクターズクラブ
NPO法人 東京タイプディレクターズクラブ（とうきょうタイプディレクターズクラブ、略称 東京TDCまたはTDC、英称 Tokyo Type Directors Club）は、東京都新宿区に事務局を置く日本の美術団体。1987年に発足し2006年にNPO法人（特定非営利活動法人）となった。
1987年の発足以来、国際デザインコンペティション『東京TDC賞』の主催やデザイン年鑑の出版を毎年行うとともに、デザインに関する研究、デザインフォーラムやイベント・展覧会の開催、教育事業などの実施を行っている。これら一連の活動を通じ、デザインがより人々に理解され豊かな人生のために有効活用されること、また社会に望ましい活力が生み出されることに寄与することを目的としている。
会員には浅葉克己理事長をはじめ、仲條正義、葛西薫、井上嗣也、佐藤卓、青木克憲、佐藤可士和　等々、日本を代表するクリエイターが所属・運営している。

## 主な事業内容
- 東京TDC賞の運営（毎年10月に応募・審査）
- デザイン年鑑『東京TDC年鑑』の出版[2]
- デザイン展覧会・イベントの開催[3]
- デザイン塾『希望塾』の開催[4]
- デザインセミナー・フォーラムの開催
- デザイン研究会の開催

## 東京TDC賞
東京TDC賞はタイポグラフィを中心とした国際的なデザインコンペティションで、東京TDC発足以来 毎年同団体が主催している。10月に行われる応募受付には国内外から数多くの作品が寄せられるなど国際的なコンペティションとして世界的な注目を集めている。
扱うカテゴリーはポスターをはじめ、新聞・雑誌などの広告、マークやロゴ、タイプフェイスデザイン、サイン、パッケージ、文具、映像、WEB、広告キャンペーンだが、タイプディレクション（Type Direction）という独自の視点でデザインを見ていくのが賞の特徴となっている。
東京TDC賞をはじめとした受賞作品は東京TDC年鑑としてまとめられ毎年発刊されている。

## 書籍
- 東京TDC年鑑（株式会社 DNPアートコミュニケーションズ）